# Rezoluce mimořádného zasedání Valného shromáždění OSN č. 11/1

Hlasování:
Pro
Proti
Zdrželo se
Neúčastnilo se
Není členem

Rezoluce mimořádného zasedání Valného shromáždění OSN č. 11/1 je rezoluce, kterou Valné shromáždění OSN schválilo 2. března 2022 na svém 11. mimořádném zasedání. Odsoudila ruskou invazi na Ukrajinu a požadovala okamžité ukončení bojů spolu se stažením ruských ozbrojených sil a zrušení rozhodnutí Ruska uznat samozvané Doněcké a Luhanské lidové republiky jako nezávislá území. Rezoluci podpořilo 141 zemí, 5 bylo proti a 35 se hlasování zdrželo.

## Pozadí
Mimořádné zasedání je neplánované setkání Valného shromáždění OSN, jehož cílem je vydávat naléhavá doporučení ke konkrétním situacím, jež jsou důležitá pro udržení světového míru a bezpečnosti v případě, kdy Rada bezpečnosti OSN nemůže v důsledku vetování stálým členem jednat. Mimořádné zasedání bylo zavedeno v roce 1950 po přijetí rezoluce „Sjednocení pro mír“, které provedlo potřebné změny v jednacím řádu Valného shromáždění.
Dne 24. února 2022 provedlo Rusko invazi na Ukrajinu. Následujícího dne byl v Radě bezpečnosti vetován návrh rezoluce odsuzující invazi a vyzývající ke stažení ruských jednotek. V důsledku toho se Rada bezpečnosti rozhodla rezolucí svolat mimořádné zasedání na téma Ukrajiny.

## Hlasování
| Hlasy          | Počet | Státy | % hlasů | % členských států OSN |
| -------------- | ----- | --- | ------- | --------------------- |
| Pro            | 141   | Afghánistán, Albánie, Andorra, Antigua a Barbuda, Argentina, Austrálie, Bahamy, Bahrajn, Barbados, Belgie, Belize, Benin, Bhútán, Bosna a Hercegovina, Botswana, Brazílie, Brunej, Bulharsko, Čad, Černá Hora, Česko, Dánsko, Dominika, Dominikánská republika, Džibutsko, Egypt, Ekvádor, Estonsko, Fidži, Filipíny, Finsko, Francie, Gabon, Gambie, Gruzie, Ghana, Grenada, Guatemala, Guyana, Haiti, Honduras, Chile, Chorvatsko, Indonésie, Irsko, Island, Itálie, Izrael, Jamajka, Japonsko, Jemen, Jižní Korea, Jordánsko, Kambodža, Kanada, Kapverdy, Katar, Keňa, Kiribati, Kolumbie, Komory, Konžská demokratická republika, Kostarika, Kuvajt, Kypr, Lesotho, Libanon, Libérie, Libye, Lichtenštejnsko, Litva, Lotyšsko, Lucembursko, Maďarsko, Malajsie, Malawi, Maledivy, Malta, Marshallovy ostrovy, Mauritánie, Mauricius, Mexiko, Mikronésie, Moldavsko, Monako, Myanmar, Nauru, Nepál, Německo, Niger, Nigérie, Nizozemsko, Norsko, Nový Zéland, Omán, Palau, Panama, Papua Nová Guinea, Paraguay, Peru, Pobřeží slonoviny, Polsko, Portugalsko, Rakousko, Rumunsko, Rwanda, Řecko, Samoa, San Marino, Saúdská Arábie, Severní Makedonie, Seychely, Sierra Leone, Singapur, Slovensko, Slovinsko, Somálsko, Spojené arabské emiráty, Spojené království, Spojené státy americké, Srbsko, Surinam, Svatý Kryštof a Nevis, Svatá Lucie, Svatý Tomáš a Princův ostrov, Svatý Vincenc a Grenadiny, Šalomounovy ostrovy, Španělsko, Švédsko, Švýcarsko, Thajsko, Tonga, Trinidad a Tobago, Tunisko, Turecko, Tuvalu, Ukrajina, Uruguay, Vanuatu, Východní Timor, Zambie | 77,90 % | 73,06 %               |
| Proti          | 5     | Bělorusko, Eritrea, Rusko, Severní Korea, Sýrie | 2,76 %  | 2,59 %                |
| Zdrželo se     | 35    | Alžírsko, Angola, Arménie, Bangladéš, Bolívie, Burundi, Čína, Jihoafrická republika, Jižní Súdán, Konžská republika, Kuba, Indie, Irák, Írán, Kazachstán, Kyrgyzstán, Laos, Madagaskar, Mali, Mongolsko, Mosambik, Namibie, Nikaragua, Pákistán, Rovníková Guinea, Salvador, Senegal, Srí Lanka, Středoafrická republika, Súdán, Tádžikistán, Tanzanie, Uganda, Vietnam, Zimbabwe | 19,34 % | 18,13 %               |
| Neúčastnilo se | 12    | Ázerbájdžán, Burkina Faso, Etiopie, Guinea, Guinea-Bissau, Kamerun, Maroko, Togo, Turkmenistán, Svazijsko, Uzbekistán, Venezuela | –       | 6,18 %                |
| Celkem         | 193   | – | 100 %   | 100 %                 |